# Victor de Rochas
Victor Henri de Rochas, né le 22 novembre 1830 à La Couarde-sur-Mer sur l'île de Ré et mort le 18 février 1878 à Paris, est un médecin français.

## Biographie
Fils de chirurgien, il devient chirurgien de marine dès 1852, Victor de Rochas part le 24 juillet 1856 sur le Styx à destination du Pacifique. Il passe le détroit de Magellan et aperçoit au cap Gregory un campement de Patagons avant d'arriver à Punta Arenas où les vivres manquent. Il repart le 29 juillet pour visiter la baie de Saint-Nicolas où l'on fait monter à bord quelques indigènes à qui l'on offre des habits européens, du café et du tabac. Après treize jours d'une navigation délicate, le navire quitte le détroit puis explore les canaux des côtes patagonnes. 
Rochas visite ensuite les Tuamotou et la Nouvelle-Calédonie et y étudie les peuples et le cannibalisme. Il découvre aussi en Nouvelle-Calédonie, le niaouli.
Il fait partie du voyage lorsque le Styx est envoyé sauver des naufragés sur l'île Rossel. 
Il devient par la suite, en 1860, médecin à Santiago de Cuba où il se marie le 15 juin 1864, puis à Pau.
Décédé à Paris , il est inhumé à Bordeaux avec son épouse.

## Écrits
- Anthropologie des races noires océaniennes, Revue algérienne et coloniale, novembre 1859 (Gazette médicale de Paris, 1860)
- Essai sur la topographie hygiénique et médicale de la Nouvelle-Calédonie, Paris, Rignoux, 1860
- Les Iles Loyalty, Bulletin de la Société de géographie, T.XX, 1860, p. 5
- Voyage à la Nouvelle-Calédonie, Le Tour du monde, vol.3, 1861, p. 130-134 lire en ligne sur Gallica
- Journal d'un voyage au détroit de Magellan, Le Tour du monde, vol.3, 1861, p. 209-236 lire en ligne sur Gallica
- Naufrage et scènes d'anthropophagie à l'île Rossel (Louisiade), Le Tour du monde, vol.2, 1861, p. 81-94 lire en ligne sur Gallica
- La Nouvelle-Calédonie et ses habitants : productions, mœurs, cannibalisme, Paris, F. Sartorius, 1862
- Cuba sous la domination espagnole, Revue contemporaine, aout et septembre 1869
- L'Insurrection cubaine,  Correspondant janvier 1870
- Les Parias de France et d'Espagne (Cagots et Bohémiens), Librairie Hachette et Cie, 1876